# Granat RGD-2
RGD-2 (ros. РДГ-2, trb. RDG-2) – ręczny granat dymny konstrukcji radzieckiej. 
Granat ten ma zastosowanie w czasie działań pojedynczych żołnierzy i małych pododdziałów do stawiania krótkotrwałych zasłon dymnych celem zamaskowania ich działań, a także do oślepiania stanowisk ogniowych nieprzyjaciela. Występuje w dwóch rodzajach – biały dym i czarny dym, oznaczanych w Polsce odpowiednio RGD-2B i RGD-2CZ. Jest używany przez Wojsko Polskie i Policję między innymi jako środek pozoracji pola walki. W latach 50. XX w. produkowały je Zakłady Materiałów Wybuchowych w Krywałdzie.
Początkowo jako ręczny granaty dymne RGD; posiadał kształt cylindra, wykonany był z tektury i miał masę około 0,5 kg. Wytwarzał zasłonę dymną długości do 30 metrów I i szerokości 5 – 8 m. Czas intensywnego dymienia granatu wynosił 60 – 90 sek. Zapalenie granatu następowało w wyniku potarcia zapalnika granatu potarką. Wojska zaopatrywano w granaty wydzielające dym biały lub czarny.
Opracowano też  „nasadkowe granaty dymne”. Specjalnie skonstruowana nasadka pozwalała wystrzeliwać granat dymnym RGD z 7,62 mm karabinka- granatnika na odległość do 150 metrów. Po odpaleniu naboju UNM ciśnienie gazów prochowych powodowało wyrzucenie granatu i jednoczesne zapalenie zapłonnika granatu, a następnie mieszanki dymotwórczej. Powstający dym, w przypadku walki na bliską odległość, oślepiał przeciwnika i stwarzał możliwości manewru dla atakującej cel drużyny.
W latach 80. XX w. granaty dymne RGD-2 zmodernizowano do standardu RGD-2M. Różnica między nimi polega na zastosowaniu innej mieszanki dymotwórczej opartej na heksachloroetanie. Dzięki jej zastosowaniu uzyskano większą ilość dymu o lepszych własnościach maskujących. Granat dymny RGD-2M waży około 600 g, dymi około 50–70 sekund i wytwarza zasłonę dymną o wymiarach 50x10m.